# Annexion municipale de 1995 en Corée du Sud
 (décembre 2024).
Si vous disposez d'ouvrages ou d'articles de référence ou si vous connaissez des sites web de qualité traitant du thème abordé ici, merci de compléter l'article en donnant les références utiles à sa vérifiabilité et en les liant à la section « Notes et références ».
L'annexion municipale de 1995 en Corée du Sud est un événement administratif au cours duquel plusieurs villes et comtés se sont réunis en villes « intégrées urbaines-rurales » (coréen : 도농복합시) (litt. consolidation ville-comté) à partir du 1er janvier 1995. Une partie de l'annexion a été suivi à partir du 10 mai 1995. Certains comtés ont été annexés dans certaines villes métropolitaines (coréen : 광역시) pendant la journée du 1er mars 2015.

## Description
Le but de ce plan d'annexion est de résoudre un certain nombre de problèmes liés au gouvernement de la ville ; par exemple, la discorde entre les régions administratives et les sphères de la vie. Les municipalités impliquées partagent une histoire similaire en ce sens qu'elles appartenaient au même comté ou à la même municipalité avant que la ville centrale du pays ne soit scindée en une ville,.
Cependant, les villes séparées des anciens comtés de Gwangju (dans la province de Gyeonggi), Suwon (Hwaseong), Siheung et Bucheon, dans la banlieue de Séoul, n'ont pas été considérées pour une telle annexion. Pour Daejeon, Busan et Gwangju (dans la région de Honam), les comtés restants (Daedeok à Daejeon, Dongnae à Busan et Gwangsan à Gwangju) étaient déjà annexés aux villes métropolitaines concernées. L'annexion du compté de Ganghwa avec Incheon n'a rien à voir avec le contexte historique d'Incheon, mais plutôt un plan politique pour étendre la taille d'Incheon.
En fait, bon nombre des municipalités impliquées avant l'annexion ont été créées après la Grande annexion municipale en 1914, lorsque le gouvernement colonial japonais puis le gouvernement coréen ont mis en œuvre une politique de séparation des zones urbaines en villes à partir des comtés existants.

## Villes intégrées urbaines-rurales en 1995
Remarque : Les noms des anciennes villes et comtés avant l'annexion de 1995 suivent la romanisation standard ou la romanisation de McCune-Reischauer. Les noms des villes "intégrées" actuelles sont conformes à l'actuel romanisation révisée du coréen (en vigueur à partir de 2000). Les noms de certains anciens comtés qui n'existaient pas au moment de l'annexion de 1995 sont également compatibles avec la romanisation actuelle. Les villes qui ne sont pas désignées comme « villes urbaines » sont toutes des villes « métropolitaines ».

### Région de Gyeonggi
- Comté de Kanghwa (maintenant comté de Ganghwa, Incheon) + Comté d'Ongjin (maintenant comté d'Ongjin, Incheon) → annexé à la ville métropolitaine d'Incheon. Certaines parties du comté d'Ongjin faisaient partie de l'ancien comté de Bucheon.
- Ville de Migum + Comté de Namyangju → ville de Namyangju ;
- Ville de Pyeongtaek + ville de Songtan + Comté de Pyeongtaek → ville de Pyeongtaek ;
- Petites sections de la ville de Gwangmyeong → Geumcheon-gu et Guro-gu de Séoul ;
- Petite section de Jichuk-dong dans la ville de Goyang → Eunpyeong-gu de Séoul.

La ville de Guri et la ville de Namyangju n'ont pas fusionné. Le plan d'annexion initial prévoyait de fusionner Kuri, Migŭm et Namyangju. En 2009, le gouvernement central a proposé la consolidation de Guri et Namyangju, mais il s'est heurté à une forte opposition des habitants de Guri, dont certains ont demandé l'annexion à Séoul. Les villes de Yangju et de Dongducheon n'ont pas été fusionnées jusqu'à maintenant, mais il existe actuellement un mouvement d'annexion "de base" pour la ville "unifiée" de Yangju dans les régions de Yangju, Uijeongbu et Dongducheon.

#### Non considéré pour l'annexion
Les villes séparées des anciens comtés de Kwangju (dans la province de Gyeonggi), Suwon (Hwaseog), Siheung et Bucheon, dans la banlieue de Séoul, n'ont pas été considérées pour l'annexion. Plusieurs quartiers de Séoul ont été fusionnés dans de tels quartiers qui ne sont pas non plus envisagés pour la consolidation entre les villes; au lieu de cela, les régions de Yeongdeungpo et Gangnam étaient alors traitées comme des villes métropolitaines ou des municipalités indépendantes séparées de Séoul.
- Depuis le vieux comté de Gwangju : plusieurs districts du sud-est de Séoul (Gangnam, Songpa et Gangdong), la ville de Seongnam, la ville de Hanam et le comté de Gwangju (aujourd'hui la ville de Gwangju dans la province de Gyeonggi)
- De l'ancien comté de Suwon (plus tard Hwaseong) : la ville de Suwon, la ville d'Osan et le comté de Hwaseong (aujourd'hui la ville de Hwaseong)
- Du vieux comté de Bucheon : plusieurs districts à Incheon (Nam-gu, l'actuelle Michuhol), y compris Yeonsu-gu d'aujourd'hui), Namdong-gu, Seo-gu, Buk-gu (Bupyeong et Gyeyang d'aujourd'hui) et la ville de Bucheon
- Du vieux comté de Siheung : plusieurs districts du sud-ouest/sud de Séoul (Yeongdeungpo, Guro-comprend aujourd'hui Geumcheon), Gwanak, Dongjak et Seocho), la ville d'Anyang, la ville de Gwangmyeong, la ville d'Ansan, la Ville de Gwacheon, la ville de Gunpo, la ville d'Uiwang et la ville de Siheung.

La fusion de la ville métropolitaine de Séoul et de la ville de Goyang n'est pas envisagée car les anciennes villes de l'ancien district de Goyang ont ensuite fusionné avec Séoul entre 1936 et 1949 qui étaient pour la plupart des anciens quartiers périphériques du vieux Séoul (litt. Préfecture de Hanseong). Avant 1914 et le gouvernement à l'époque de 1995 n'envisageait pas l'expansion du district de Séoul, mais envisageait sérieusement de diviser Séoul en un certain nombre de villes ou municipalités gérées centralement.

### Région de Gangwon
- Ville de Kangneong + comté de Myeongju → ville de Gangneung
- Ville de Chuncheon + comté de Chunseong → ville de Chuncheon
- Ville de Wonju + comté de Wonseong → ville de Wonju
- Ville de Samcheok + comté de Samcheok → ville de Samcheok

La ville de Sokcho et le comté de Yangyang n'ont pas encore été fusionnés de nos jours.

### Région de Chungcheong
- Ville de Chungju + comté de Chungweon → ville de Chungju
- Ville de Checheon + comté de Cheweon → ville de Jecheon
- Ville de Kongju + comté de Kongju → ville de Gongju
- Ville de Taecheon + comté de Poryeong → ville de Boryeong
- Ville de Seosan + comté de Seosan → ville de Seosan
- Ville d'Onyang + comté d'Asan → ville d'Asan
- Ville de Cheonan + comté de Cheonwon → ville de Cheonan

La ville de Cheongju et le comté de Cheongwon ont été fusionnés dans la ville « unifiée » de Cheongju en 2014.

### Région de Honam
- Ville de Kunsan + comté d'Okku → ville de Gunsan
- Ville de Kimje + comté de Kimje → ville de Gimje
- Ville de Namwon + comté de Namwon → ville de Namwon
- Ville de Chongju + comté de Cheongyup → ville de Jeongeup
- Ville d'Iri + comté d'Iksan → ville d'Iksan (en 10 mai 1995)
- Ville de Suncheon + comté de Seonggju → ville de Suncheon
- Ville de Tonggwangyang + comté de Kwangyang → ville de Gwangyang
- Ville de Naju + comté de Naju → ville de Naju

La ville de Yeosu, la ville de Yeocheon et le comté de Yeocheon ont fusionné pour devenir la ville « unifiée » de Yeosu en 1998.
La ville de Jeonju et le comté de Wanju n'ont pas été encore fusionné de nos jours.
La ville de Mokpo, le comté de Muan et le comté de Sinan n'ont pas encore été fusionné de nos jours.

### Région de Yeongnam
- Ville de Pohang + comté de Yonggil → ville de Pohang
- Ville de Kumi + comté de Seonsan → ville de Gumi
- Ville de Kyongsan + comté de Kyongsan → ville de Gyeongsan
- Ville de Kyongju + comté de Weolseong → ville de Gyeongju
- Ville de Kimcheon + comté de Kyumyung → ville de Gimcheon
- Ville de Cheomchon + comté de Mungyong → ville de Mungyong
- Ville de Sangju + comté de Sangju → ville de Sangju
- Ville d'Andong + comté d'Andong → ville d'Andong
- Ville de Yongju + comté de Yongpyung → ville de Yeongju
- Ville de Yongcheon + comté de Yongcheon → ville de Yeongcheon
- Ville de Changsyugpo + Comté de Keoje → ville de Geoje
- Ville de Miryang + comté de Miryang → ville de Miryang
- Parties du comté de Changwon + ville de Masan → ville de Masan (maintenant parties de la ville « unifiée » de Changwon depuis 2010)
- Parties du comté de Changwon + ville de Changwon → ville de Changwon
- Ville de Chinju + Comté de Chinyang → ville de Jinju
- Ville de Chungmu + Comté de Tongyeong → ville de Tongyeong
- Ville de Kimhae + Comté de Kimhae → ville de Gimhae (au 10 mai 1995)
- Ville de Samcheonpo + comté de Sacheon → ville de Sacheon (au 10 mai 1995)
- Parties du comté de Yangsan (aujourd'hui la ville de Yangsan) → annexées à la ville métropolitaine de Busan, formant l'actuel comté de Gijang, Busan (au 1er mars 1995). La région était un vestige de l'ancien comté de Dongnae avant d'être annexée à Yangsan en 1973.
- Comté de Talseong (maintenant comté de Dalseong, Daegu) → annexé à la ville métropolitaine de Daegu (à compter du 1er mars 1995). Le comté de Talseong était un vestige du comté de la ville métropolitaine de Taegu (대구직할시).
- Ville d'Ulsan + comté d'Ulchu (maintenant Comté d'Ulju, Ulsan) → ville d'Ulsan (maintenant Ville métropolitaine d'Ulsan). Le comté d'Ulchu a été annexé en tant que district d'Ulchu, ville d'Ulsan, mais il est redevenu un comté lorsque la ville d'Ulsan a été promue ville métropolitaine en 1997. Le comté d'Ulchu était un comté restant de la ville d'Ulsan.